# Вилхелм I фон Оберщайн
Вилхелм I фон Оберщайн (на немски: Wilhelm I von Oberstein; * 1140 в Оберщайн; † сл. 1171 в Оберщайн) е благородник от стария род фон Оберщайн в Рейнланд-Пфалц.
Той е син на Еберхард II фон Оберщайн († сл. 1158) и внук на Еберхард I фон Оберщайн († сл. 1075).
Господарите фом Щайн (Оберщайн) са споменати за пръв път през 1075 г. Те резиридарт в замък „Бург Боселщайн“, който е известен като „Старият дворец“ („Altes Schloss“).

## Фамилия
Вилхелм I фон Оберщайн се жени за Матилда фом Занпигни (1151 – 1190), дъщеря на Вернер фом Занпигни. Те имат два сина:
- Еберхард III фон Оберщайн (* 1170, Оберщайн, Идар-Оберщайн; † 1217, Оберщайн), женен ок. 1205 г. в Оберщайн за Понцета фон Оберщайн (* ок. 1180 в Оберщайн)
- Вернхерус фон Оберщайн